# Roger Award
Der Roger Award ist ein Preis für die schlechteste transnationale Kapitalgesellschaft mit Sitz in Neuseeland. Sie ist benannt nach dem ehemaligen Finanzminister des Landes, Sir Roger Douglas.

## Administration
Der Roger wird von zwei linksgerichteten Organisationen, Campaign Against Foreign Control of Aotearoa, und GATT Watchdog gestiftet. Die Preisrichter sind unabhängig, werden aber üblicherweise von linksgerichteten Intellektuellen und neuseeländischen Aktivisten ausgewählt. 

## Auswahlkriterien
Der Gewinner wird von den Preisrichtern bei Berücksichtigung  von vier Kriterien ausgewählt:
- Ökonomische Dominanz – Monopole, Schiebergeschäfte, Steuertricks, kultureller Imperialismus
- Menschen – Arbeitslosigkeit, Bedeutung der Frauen, Bedeutung der Kinder, Missbrauch der Arbeiter/Bedingungen, Gesundheit und Sicherheit der Arbeiter und der Allgemeinheit, kultureller Imperialismus
- Umwelt – Umweltzerstörung, Missbrauch von Tieren
- Politische Beeinflussbarkeit – Kultureller Imperialismus, ideologische Kreuzzüge

Jeder Konzern der in drei Kategorien gewinnt, wird in die „Hall of Shame“ aufgenommen und ist nicht teilnahmeberechtigt an zukünftigen Roger Awards.

## Gewinner
- 1997: Tranz Rail
- 1998: Monsanto
- 1999: TransAlta
- 2000: Tranz Rail
- 2001: Carter Holt Harvey
- 2002: Tranz Rail
- 2003: Juken Nissho
- 2004: Telecom New Zealand
- 2005: Bank of New Zealand und Westpac
- 2006: Progressive Enterprises
- 2007: Telecom New Zealand
- 2008: British American Tobacco
- 2009: ANZ Bank
- 2010: Warner Brothers
- 2011: Rio Tinto Alcan
- 2012: Taejin Fisheries (Südkorea)
- 2013: Rio Tinto
- 2014: ANZ Bank